# Nils Theodor Larsson
Nils Herbert Theodor Larsson (i riksdagen kallad Larsson i Hammarby), född 10 september 1900 i Högsby församling i Kalmar län, död där 10 oktober 1987, var en svensk civilekonom och politiker (centerpartist) samt riksdagsman.
År 1938 valdes han till ordförande för jordbrukskommissionen inom södra hushållningssällskapet i Kalmar län. Larsson var ordförande i Svenska Lantmännens Riksförbund, ledamot av första kammaren från 1952, invald i Kalmar läns och Gotlands läns valkrets. År 1955 satt han i statsutskottet och andra lagutskottet.

## Utmärkelser
- Kommendör av första klassen av Vasaorden, 6 juni 1974.[6]